# 北关街道 (介休市)
北关街道，是中华人民共和国山西省晋中市介休市下辖的一个乡镇级行政单位。

## 行政区划
北关街道下辖以下地区：
北大街社区、顺城路社区、介纺社区、彦博社区、朝阳社区和新华南街社区。